# Neodiprion lecontei
Neodiprion lecontei är en stekelart som först beskrevs av Fitch.  Neodiprion lecontei ingår i släktet Neodiprion och familjen barrsteklar. Inga underarter finns listade i Catalogue of Life.